# MB Électronique
MB Électronique, société par actions simplifiée, est une entreprise commerciale française créée en octobre 1972. Son fondateur Michel Brunswick a dirigé la société jusqu'en 1991, puis a été membre du conseil de surveillance jusqu'à fin 2005. Société indépendante, elle se présente comme « l’un des leaders français pour la distribution en : instrumentation de mesure, test électronique, solutions de fiabilité, systèmes d'inspection par imagerie. » Elle est également citée comme « un des tout  premiers acteurs sur le marché français du test et de la mesure (principalement électronique) […] »

## Histoire
À l’origine, société importatrice d'instruments électroniques en provenance principalement des États-Unis, elle a rapidement occupé une position reconnue dans cette spécialité en France dans les années 1980.
Elle fut introduite sur le second marché de la Bourse de Paris en 1984 puis retirée en 2007,,,. Des fonds d'investissement détiennent alors la majorité de son capital social.
En 2003, la société est dirigée par un directoire de deux membres : Pierre Roux (président) et Pascal Demonchy.
En 2016, les salariés de l'entreprise détiennent la majorité qualifiée, via un holding qui contrôle 100 % du capital de MB Électronique, aux côtés du CM-CIC Capital Privé. L'entreprise est dirigée par Pascal Demonchy.

## Activités

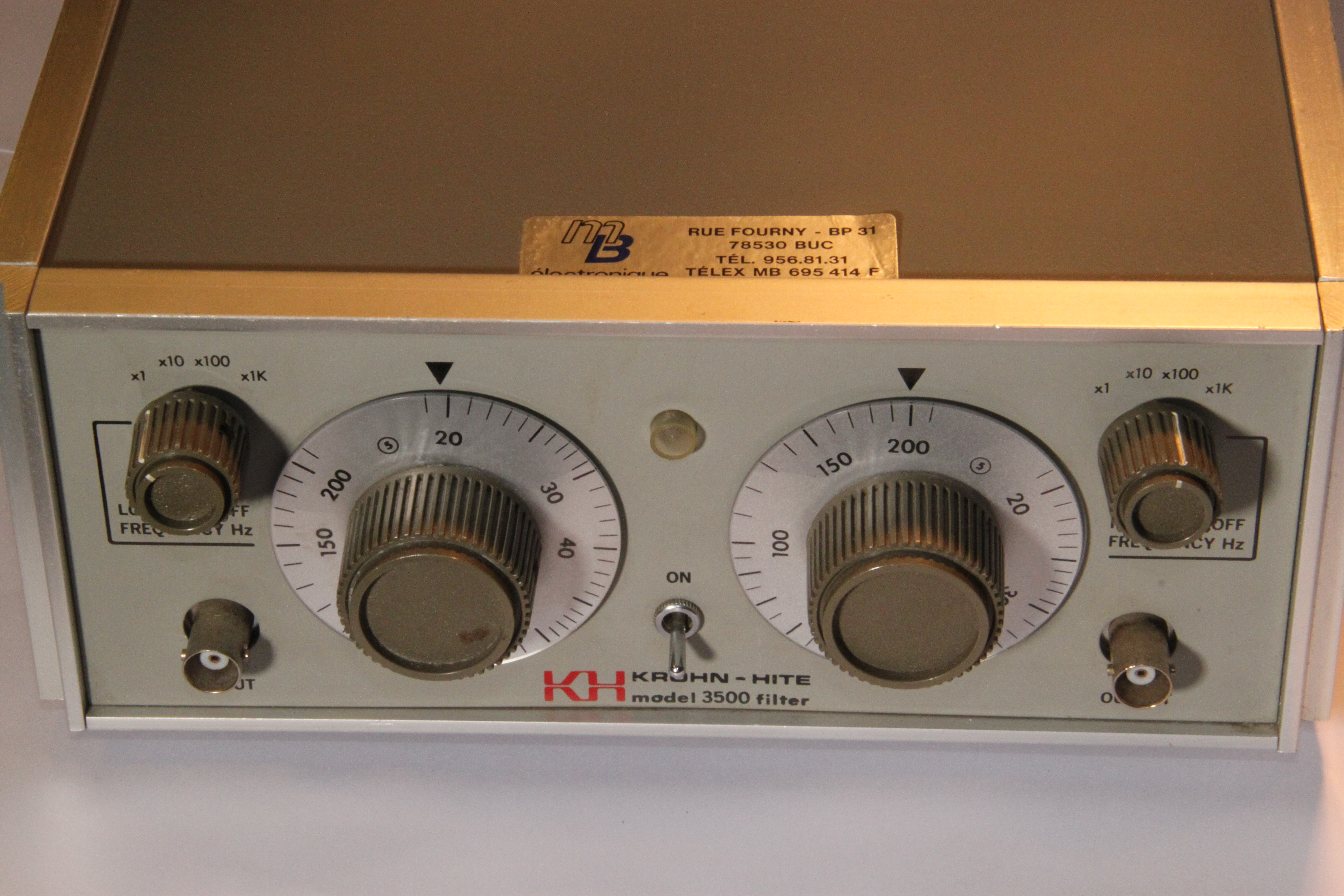
Filtre actif de laboratoire – KROHN-HITE model 3500 filter, 1974, pourvu de l'étiquette de maintenance « MB Électronique ».

Entreprise de taille moyenne, à capitaux privés, MB Électronique est une société dont l'activité est fondée sur :
- la commercialisation de systèmes et équipements électroniques de test et de mesure ;
- la fourniture de services (assistance, formation, essai, maintenance) associés aux systèmes et aux équipements.

Elle assiste et conseille les entreprises,, dans la définition, l'achat et le maintien de solutions professionnelles. Son activité et ses compétences couvrent les secteurs de l'avionique, l'instrumentation RF, les composants radiofréquences et hyperfréquences, la conversion d'énergie, l'instrumentation générale,, les télécommunications, l'intégration/validation, la mesure de précision,, le test électrique et physique, la production et la qualification.
MB Électronique est distributeur, depuis sa création, et centre de support agréé de la marque américaine d'appareils électroniques de test et de mesure Fluke Corporation,, et sa filiale DH Instruments.
L'entreprise représente également, la plupart en exclusivité, une vingtaine de fournisseurs (américains, japonais ou européens) dont la firme japonaise Yokogawa Electric Corporation.
Depuis 2010, MB Électronique est distributeur agréé de la marque Keysight Technologies (issue de Agilent Technologies).
En outre, elle organise régulièrement, en collaboration avec divers laboratoires et universités, des journées techniques, conférences portant sur des applications mettant en œuvre de l'instrumentation scientifique.
Après avoir participé à Minatec, pôle d'innovation en micro et nanotechnologies,, elle participe à Mov'eo, pôle de compétitivité en automobile et transports collectifs,.
Elle est domiciliée à Buc dans les Yvelines et possède deux centres de service clients : un à Buc et un à Grenoble.